# Wólka Pełkińska

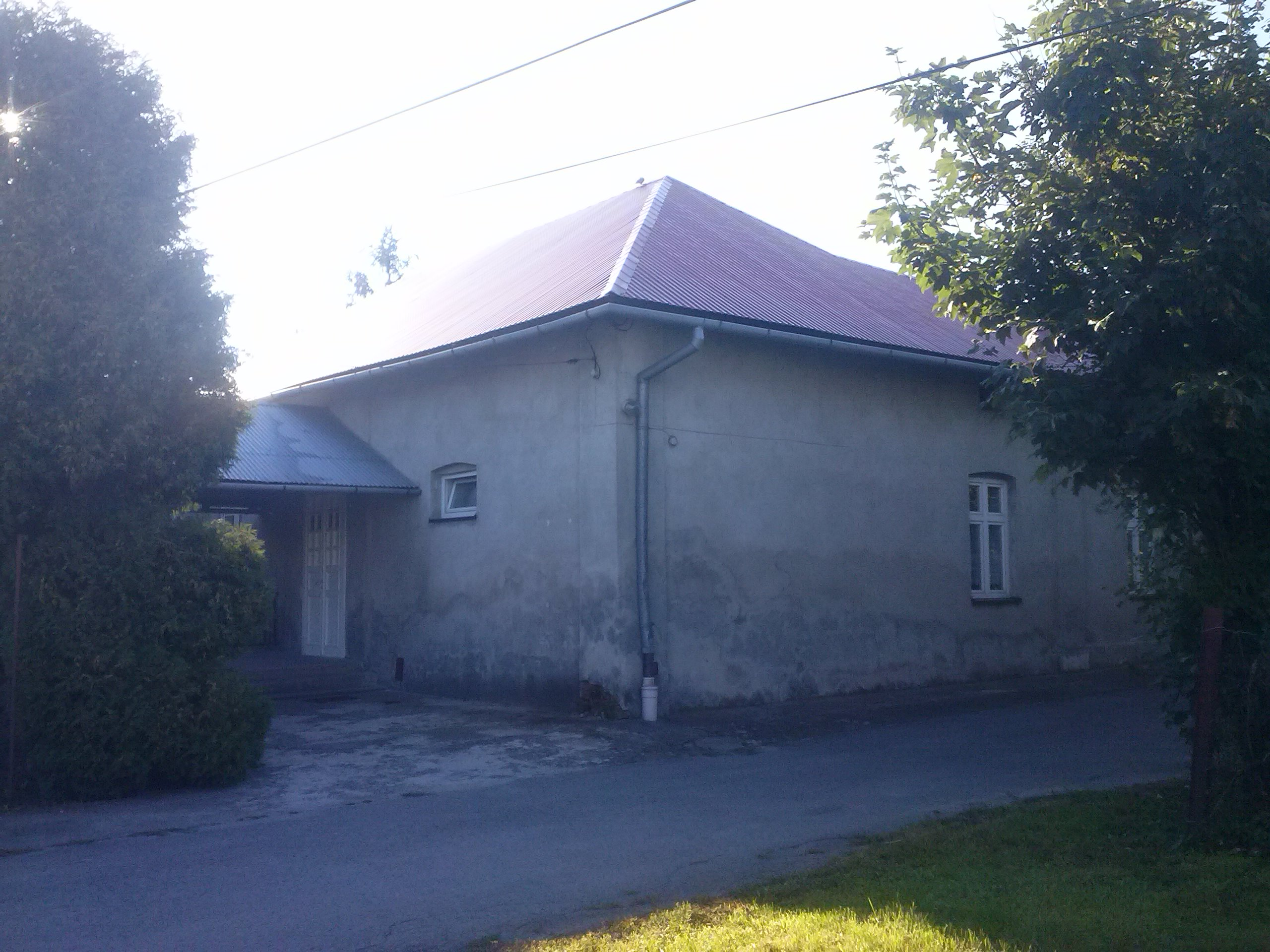
Budynek dawnej szkoły podstawowej

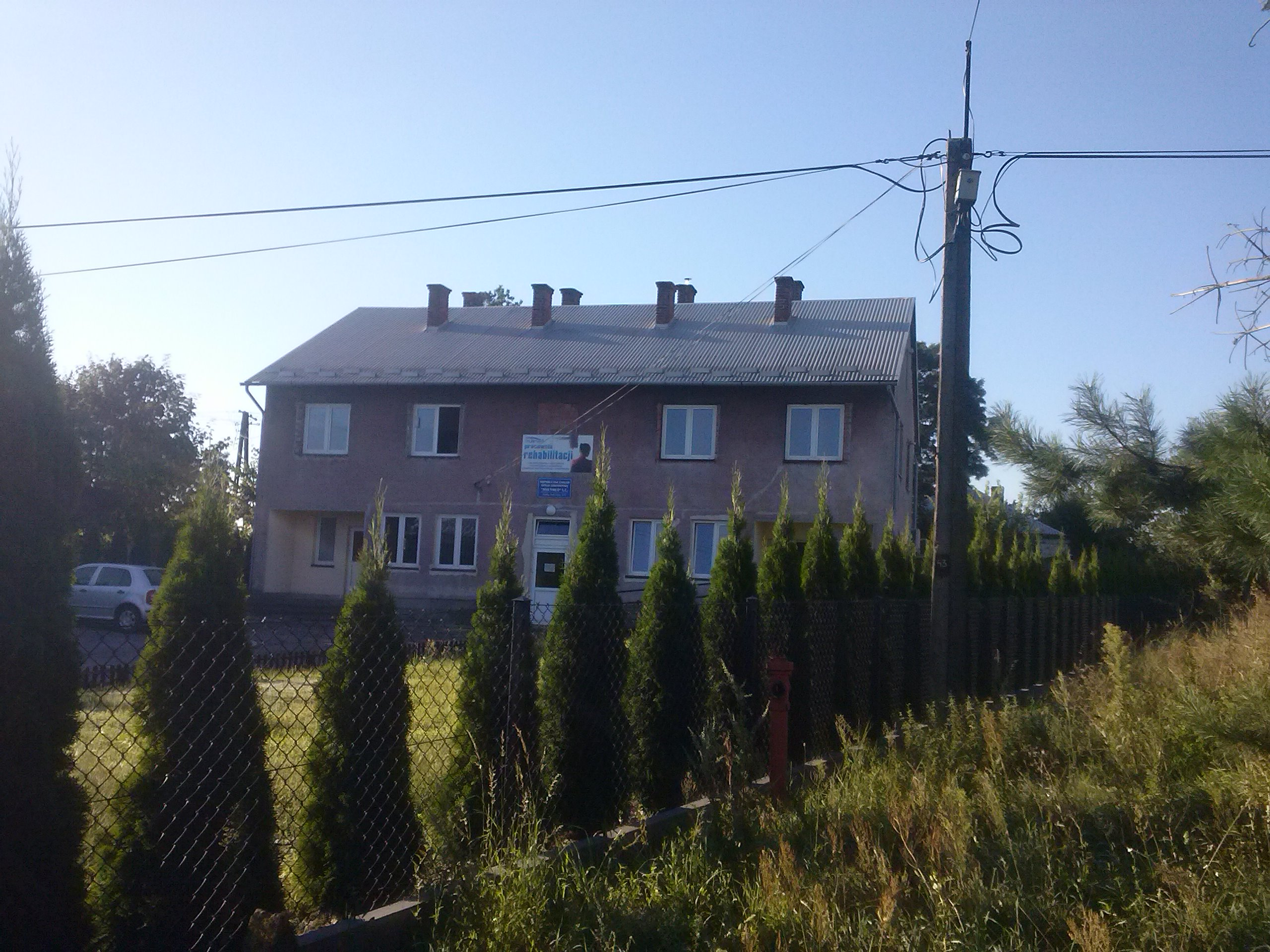
Ośrodek Zdrowia

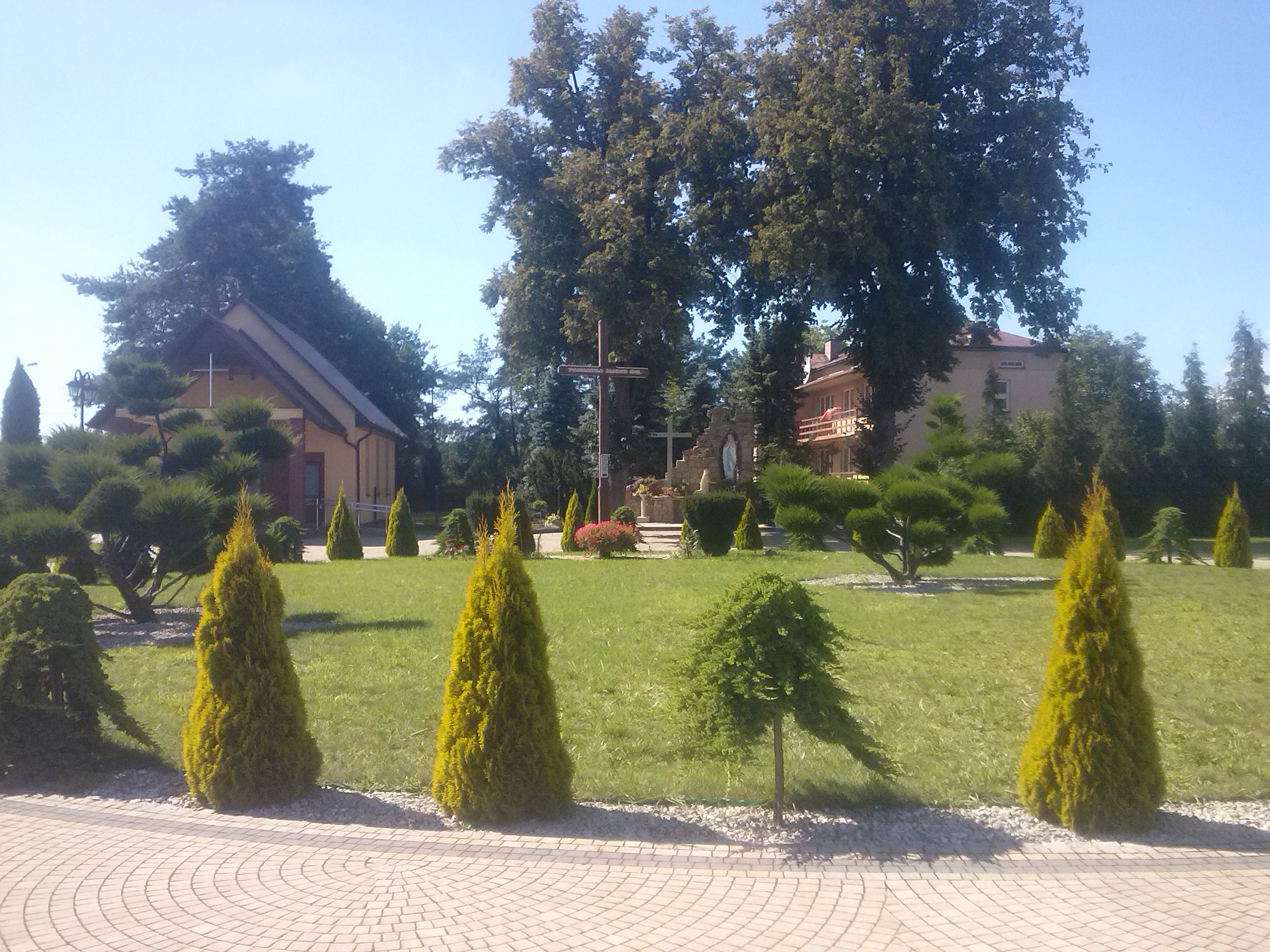
Miejsce po dawnym drewnianym kościele (1924-1987)

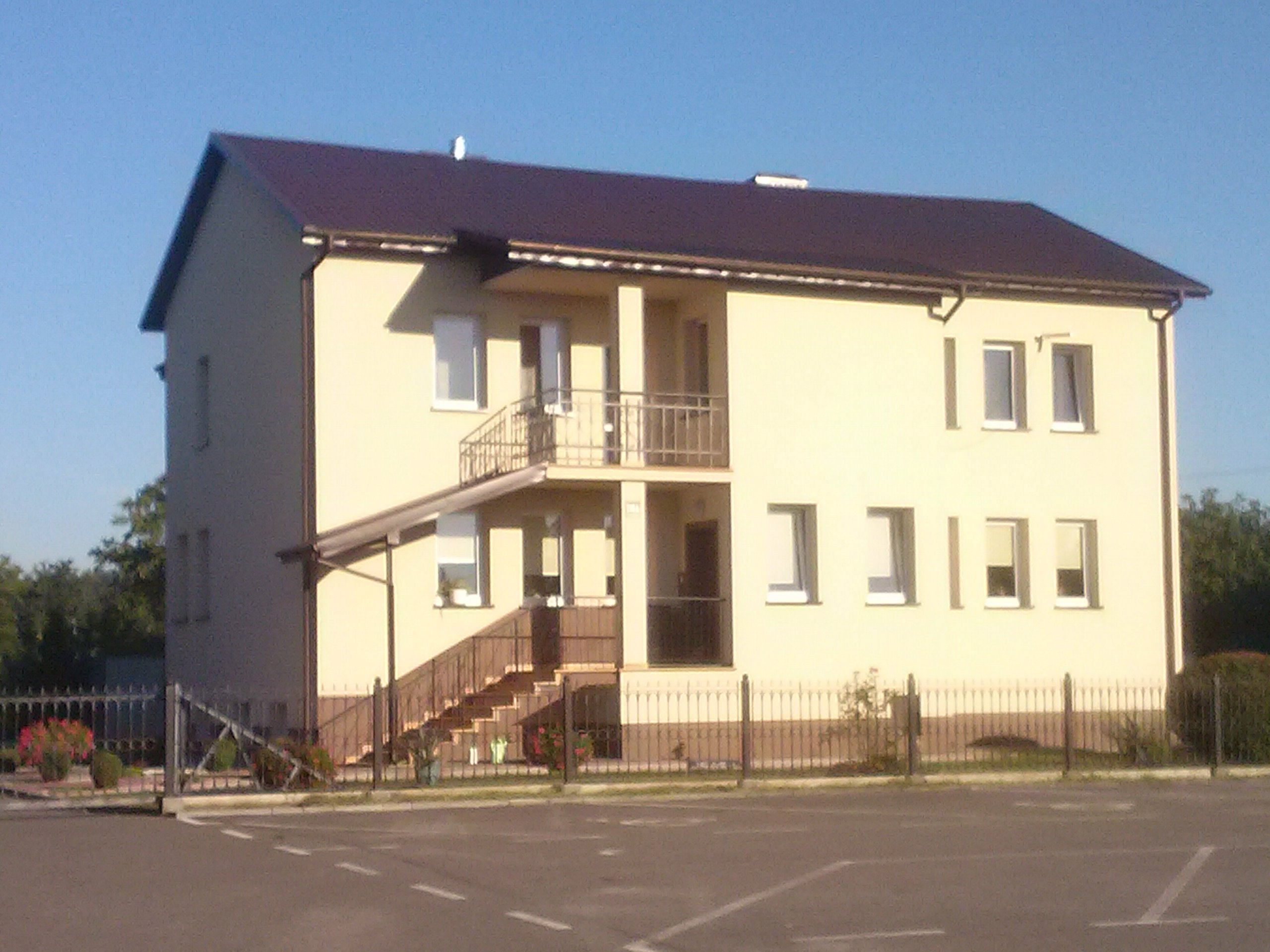
Dom zakonny sióstr Falicjanek

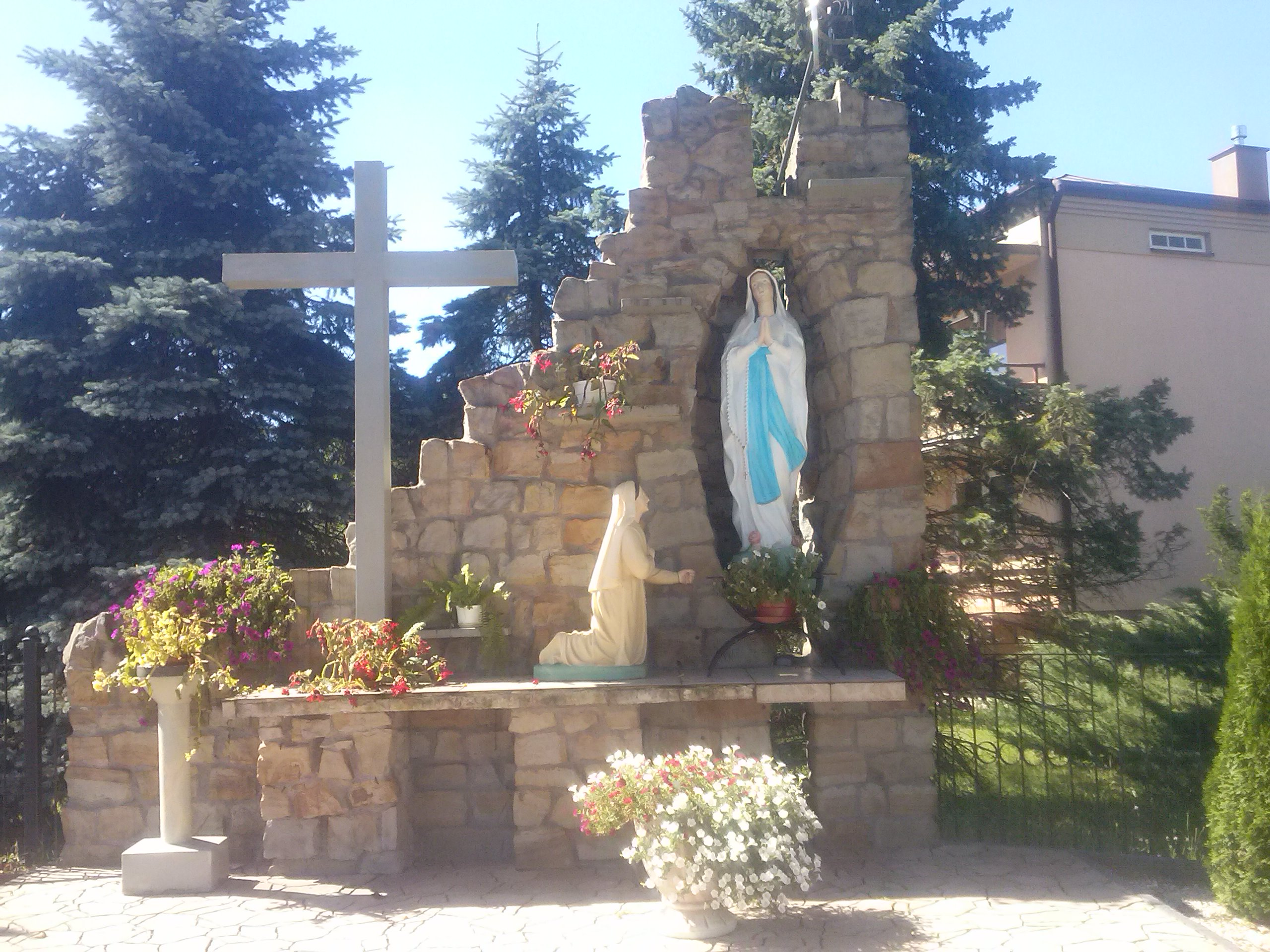
Grota Matki Bożej z Lourdes

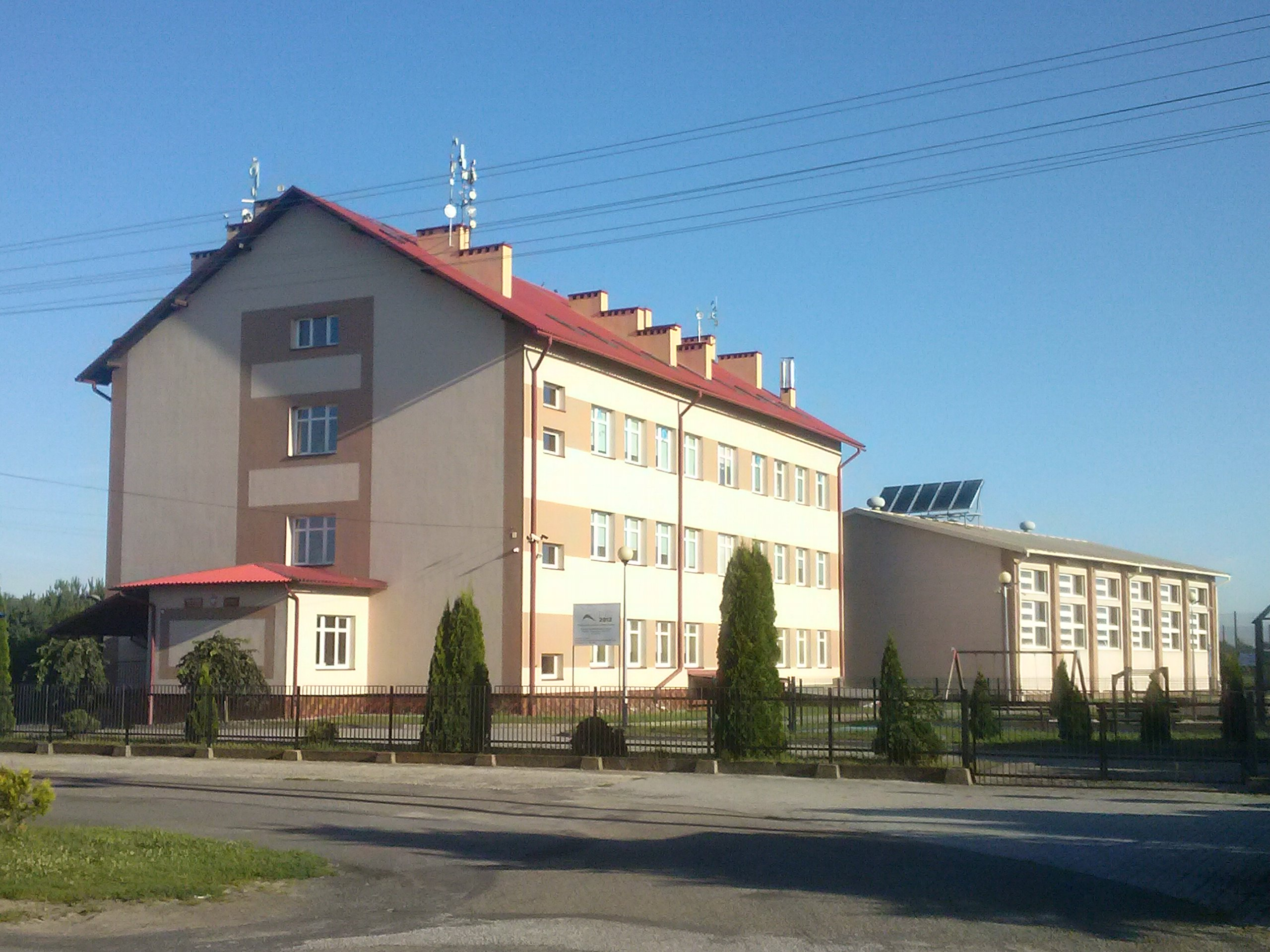
Szkoła podstawowa im. Sługi Bożego Kardynała Stefana Wyszyńskiego

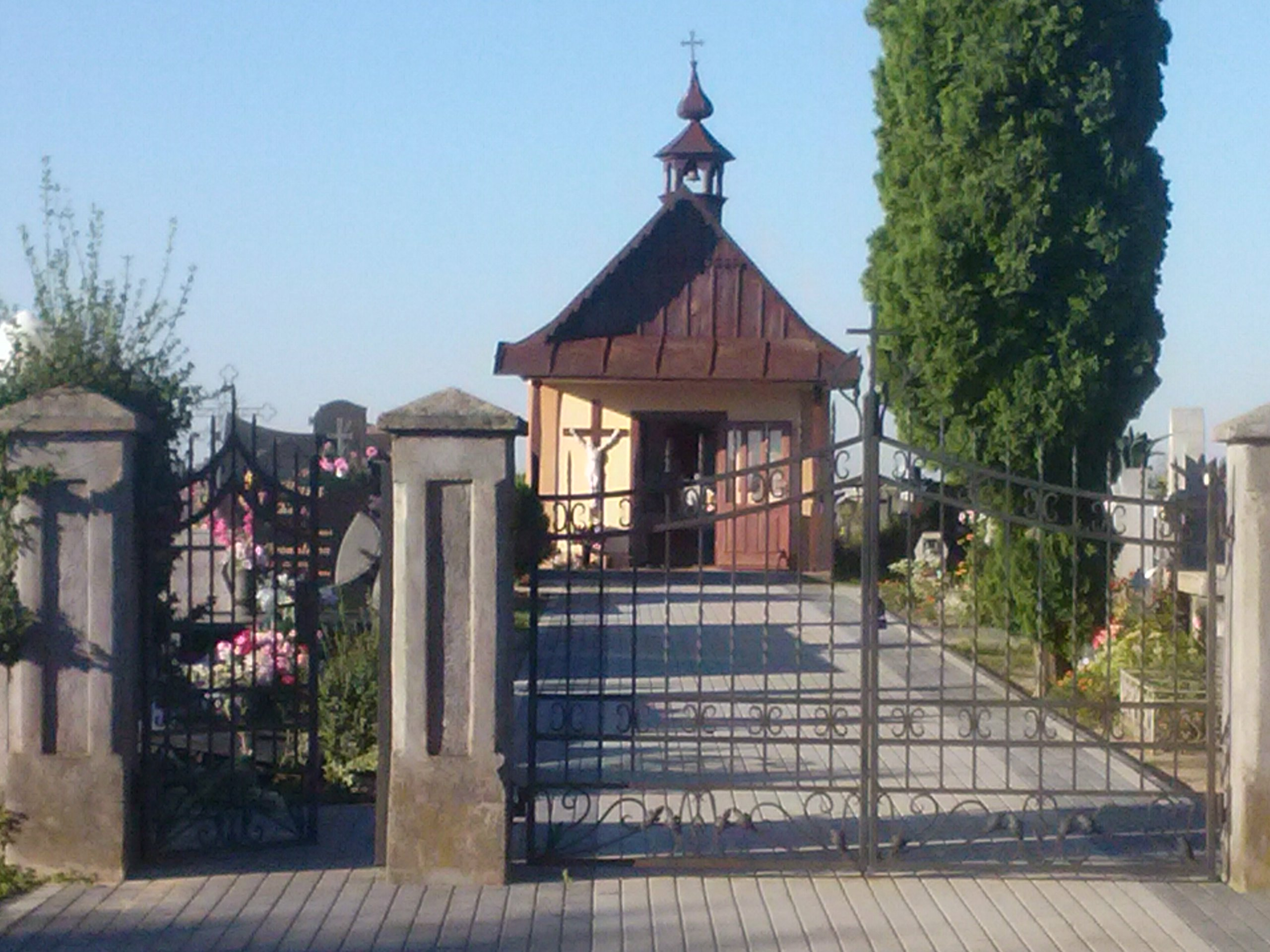
Cmentarz parafialny

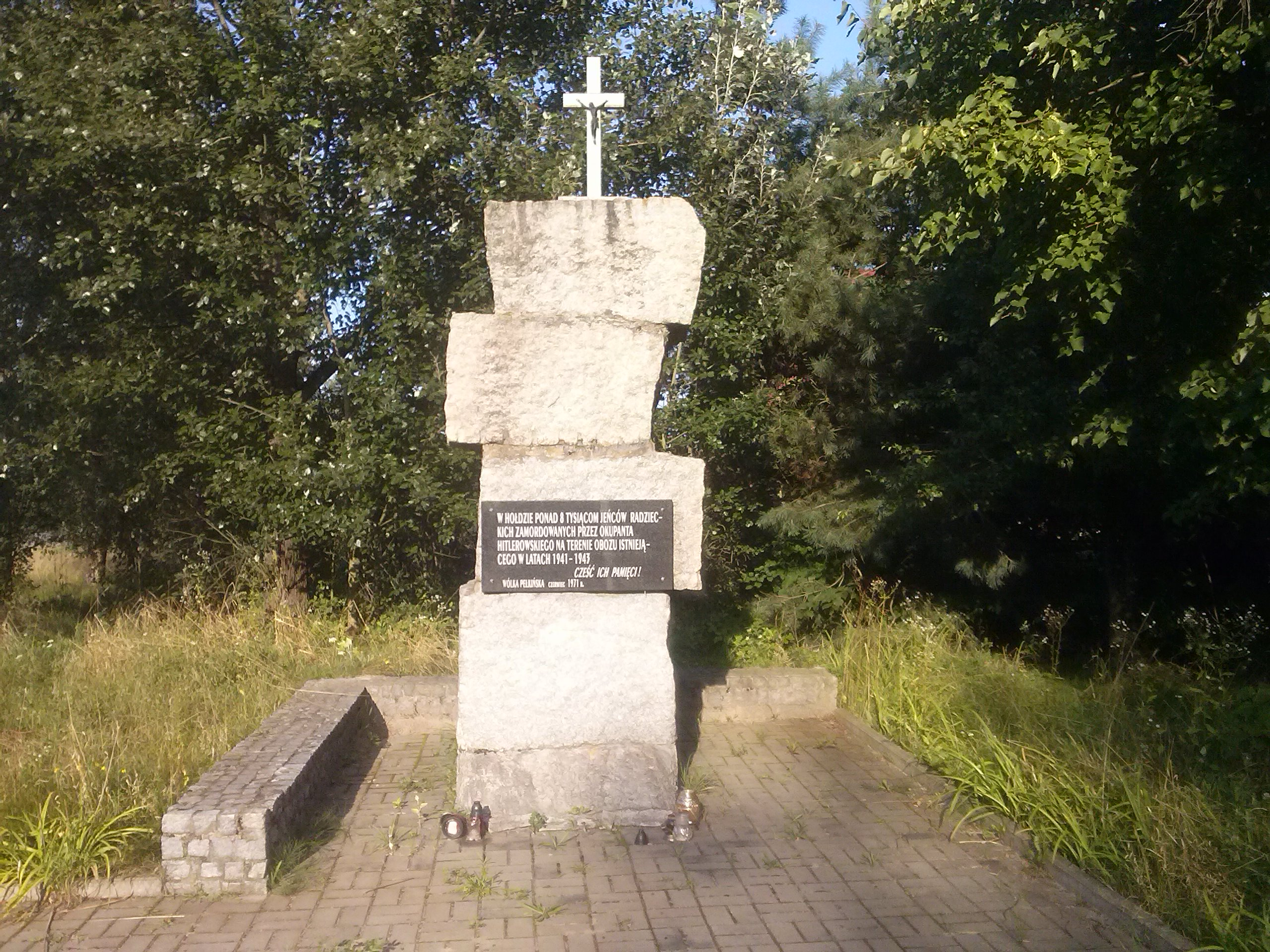
Obelisk pamięci Jeńców Radzieckich

Wólka Pełkińska – wieś w Polsce położona w województwie podkarpackim, w powiecie jarosławskim, w gminie Jarosław.
Prywatna wieś szlachecka, położona w województwie ruskim, w 1739 roku należała do klucza Jarosław Lubomirskich. W latach 1975–1998 miejscowość administracyjnie należała do województwa przemyskiego.

## Części wsi
| SIMC    | Nazwa      | Rodzaj    |
| ------- | ---------- | --------- |
| 0603649 | Brzezina   | część wsi |
| 0603655 | Majdan     | część wsi |
| 0603661 | Podlas     | część wsi |
| 0603678 | Podmachały | część wsi |
| 0603684 | Wawry      | część wsi |
| 0603690 | Za Błotem  | część wsi |
| 0603709 | Załug      | część wsi |
| 0603715 | Zarazie    | część wsi |

## Geografia
Wieś Wólka Pełkińska zwana początkowo jako Wola Pozowska; położona jest na nizinnej równinie w pobliżu doliny dolnego Sanu na wysokości 175–190 m n.p.m. Od Jarosławia oddziela ją wieś Pełkinie, a od Sanu wieś Kostków, od Kostkowa oddziela ją rzeczka Szewnia (w górnym biegu Miłka) dopływająca do Sanu. Wieś składa się z kilku przysiółków, których nazwy wskazują na położenie lub nazwiska; przysiółek Brzezina otrzymał swoją nazwę od dużej ilości rosnących tam w przeszłości brzóz. Nazwy pól wyjaśnia skład gleby, które są różnorodne: torfowe, łazowe i lessowe. San poprzez stulecia zmieniał swoje koryto, czego dowodem są stare stanowiska.

## Historia
Znajdujące się w muzeum w Jarosławiu narzędzia używane w starożytności, jak siekierka z krzemienia sieciechowskiego, wióry krzemienne bądź drapacze świadczą już o osadnictwie datowanym na okres od około 4500-1800 roku p.n.e. Nizinne położenie wsi oznaczało położenie na znacznej ilości gleb podmokłych i bagnistych, gdy z końcem X wieku przeprowadzono akcję melioracyjną, wówczas to zaczęło przybywać lepszych łąk i ziemi uprawnej. W okresie późniejszym prawdopodobnie na skutek panujących chorób i najazdów nieprzyjacielskich niewielka osada przestała istnieć lub pozostały z niej tylko resztki. Od XIII wieku w Polsce rozpoczęło się na szeroką skalę lokowanie nowych miast i wsi, zaczęły powstawać Wole i Wólki. Tereny Jarosławskie przyłączono do Królestwa Polskiego w 1340 roku przez króla Kazimierza Wielkiego i historyczne dzieje tej miejscowości zaczynają się prawdopodobnie w XV wieku. W staropolszczyźnie wyraz „Wola” oznaczał to samo co wolność. Pustą ziemię, oddawano osadnikom na pewien okres do dwudziestu lat jako zwolnioną od czynszów na rzecz dworu i dziedzica (nazywano Wolą) w celu zagospodarowania się nowych osadników na nowym miejscu. Osadnictwo i najstarsze dzieje Woli Pozowskiej, a później Wólki Pełkińskiej były związane z przynależnością do Pełkiń (od których wzięła się za pewnie obecna nazwa wsi). Wólka Pełkińska podlegała pod zwierzchnictwo szlachty Jarosławskiej, a od końca XVI wieku pod dwór w Pełkiniach.
W 1387 roku królowa Jadwiga nadała teren Jarosławski Janowi z Tarnowa; następnie Jarosław i przyległe miejscowości należały do jego potomków Tarnowskich, żoną Jana Krzysztofa Tarnowskiego była Zofia ze Sprowy Odrowążówna, która w 1575 została powtórnie poślubiona za Jana Kostkę, który w latach 1575–1580 zbudował murowany pałac w Pełkiniach. Zofia ze Sprowy Odrowąż zmarła w 1580 roku w Gorliczynie, a pozostałe po niej dobra Jarosławskie zostały w 1594 roku podzielone pomiędzy jej dwie córki: Katarzynę Sieniawską (poślubioną w 1593 roku za Adama Hieronima Sieniawskiego) i Annę Kostkę Ostrogską. W 1606 roku dobra Jarosławskie od Katarzyny Sieniawskiej przejęła Anna Ostrogska. W 1731 roku poprzez małżeństwo Zofii Sieniawskiej córki Adama Mikołaja Sieniawskiego ziemie rodziny Sieniawskich przeszły w posiadanie rodu Czartoryskich. Poprzez koligacje rodzinne ziemie Jarosławskie posiadali też Ostrogscy i Zamoyscy.
Anna Kostka Ostrogska miała córkę Zofię Ostrogską, która w 1613 roku poślubiła Stanisława Lubomirskiego i tak ziemie Przeworskie przeszły w posiadanie Lubomirskich. W późniejszych latach Marianna Lubomirska właścicielka Ostroga, Wiśnicza i Jarosławia poślubiła Janusza Aleksandra Sanguszkę, który 7 Grudnia 1753 dokonał Transakcji Kolbuszowskiej i część dóbr m.in. Pełkinie przeszła na własność Czartoryskich. w 1823 roku zmarł Adam Kazimierz Czartoryski i nastąpił podział dóbr Sieniawskich na dwie linie rodowe: Sieniawską (Adam Jerzy Czartoryski) i Pełkińską (Konstanty Adam Czartoryski). Z linii rodowej Pełkińskiej wywodził się Bł Michał Czartoryski, a z linii rodowej Sieniawskiej wywodził się Bł. August Franciszek Czartoryski. Ostatnim właścicielem Pełkiń, aż do reformy rolnej w 1944 roku, był Witold Czartoryski.
Wzmianki o Wólce Pełkińskiej w rejestrach poborowych, które zapisali poborcy podatkowi ziemi przemyskiej, pojawiły się w 1651 i 1658 roku. W 1674 roku w rejestrach pogłównego ziemi przemyskiej, wieś wzmiankowano wspólnie z Pełkiniami i było 14 domów w folwarku w Pełkiniach i 63 domów w Pełkiniach i Woli Pełkińskiej.
W 1897 roku wybrano zwierzchność gminną, której naczelnikiem został Marcin Perekasa, a w 171 domach było 918 mieszkańców. W 1921 roku w Wólce Pełkińskiej było 230 domów.
W okresie II wojny światowej od czerwca 1941 roku w tej miejscowości był obóz dla radzieckich jeńców wojennych. Jak podają źródła przez obóz ten przeszło około 40 tys. jeńców, którzy przebywali tu tymczasowo, a potem kierowano ich w głąb Rzeszy lub do obozów Bełżcu i Auschwitz-Birkenau. Bezpośredni nadzór nad obozem sprawowało gestapo z Jarosławia. Obóz zlikwidowano jesienią 1943 roku. Zachował się cmentarz, w którym pochowano około 800 jeńców z obozu oraz kilkuset Żydów i Cyganów.
Na miejscowym cmentarzu spoczywają prochy szefa obwodu jarosławskiego Armii Krajowej majora Wojciecha Szczepańskiego, Piotra Jarosza, uczestnika walk pod Monte Casino oraz ks. Franciszka Wosia (kapelana AK).

## Kościół
Ludność rzymskokatolicka z Wólki Pełkińskiej przez wieki należała do Jarosławskiej Kolegiaty, natomiast ludność Unicka należała do cerkwi w Pełkiniach. W 1852 roku otwarto do użytku religijnego drewnianą kaplicę filialną, w której posługiwali duchowni z Jarosławia (Kolegiata, Dominikanie i Reformaci).
W 1924 roku zbudowano nowy drewniany kościół pw. Świętego Stanisława Biskupa i Męczennika, a następnie erygowano parafię. W latach 1982–1983 zbudowano obecny kościół murowany, który został poświęcony 6 listopada 1983 roku przez bpa Ignacego Tokarczuka, a w 1990 roku odbyła się konsekracja kościoła. Od sierpnia 1983 roku w parafii posługują siostry zakonne Felicjanki.

## Oświata
Szkoła trywialna została założona w 1867 roku przez Jerzego księcia Czartoryskiego. W 1910 roku z fundacji Czartoryskich zbudowano murowany budynek szkolny, a w 1970 roku po przeciwnej stronie drogi zbudowano następny budynek szkolny. W 1989 roku rozpoczęto budowę nowoczesnej szkoły, która w 1994 roku została oddana do użytku i poświęcona przez abpa Józefa Michalika.
W 1998 roku szkoła otrzymała imię Kardynała Stefana Wyszyńskiego. W 1999 roku na mocy reformy oświaty utworzono 6-letnią szkołę podstawową i 3-letnie gimnazjum. W 2017 roku na mocy reformy oświaty przywrócono 8-letnią szkołę podstawową.

## Sport i rekreacja
We wsi działa klub piłkarski „Wólczanka” Wólka Pełkińska, który został założony w 1964 roku; w sezonie 2023/24 gra w klasie okręgowej, gr. Jarosław.